# 大人の恋愛地図 Supported by 東京カレンダー
『大人の恋愛地図 Supported by 東京カレンダー』（おとなのれんあいマップ サポーテッドバイ とうきょうカレンダー）は、2021年10月14日よりAbemaTVで配信された連続ドラマ＆トークバラエティ。

## 概要
毎週1本の恋愛劇を男性目線と女性目線から描き、俗にいう港区男女の価値観の違い、恋愛観のすれ違いをスタジオでトークを繰り広げるドラマ+バラエティ番組。スタジオ収録部分は東京・渋谷区にあるdining & bar KITSUNEの個室ラウンジが使用されていた。
ドラマ本編は「東京カレンダー」連載中の人気小説「男と女の答え合わせ」をベースに実写ドラマ化されている。キャッチコピーは「男と女はすれ違う生き物だ。だから、恋愛は難しい」。

## スタジオ出演者

### MC
- 案内役：吉村崇（平成ノブシコブシ）[2]
- 進行役：西澤由夏（ABEMAアナウンサー）

### コメンテーター
- 足立梨花
- 井口綾子（1話、2話）
- 福田麻貴（3話、4話）
- JOY
- マイケル富岡

## 登場人物
- 第1話：MAN・千川譲：阿部力、LADY・月野千春：中村静香、かな：岩崎藤江[3]
- 第2話：MAN・山本隆平：忍成修吾、LADY・加藤麻理子：三戸なつめ、まひろ：ちゅうえい、女性友達：飯田あすか[4]
- 第3話：MAN・けいすけ：岩永徹也、LADY・まいこ：中澤瞳
- 第4話：MAN・瀬田：庄野崎謙、LADY・みな：天野はな、ユウキ：山本健志、山村：渋江譲二、天野：野澤剣人、あやこ：千田絵民、りか：加藤穂乃華、じゅん：高井真由美

## スタッフ
- ナレーション：松嶌杏実
- 編集：永畑つぐみ、凌嘉頼
- カメラ：吉岡稔、清水貴能
- 音声：新井聖士
- 撮影：中條航、中野拳
- ドラマ原案：東京カレンダーWEB編集部「男と女の答えあわせ」
- ドラマ演出（3話以降は演出とクレジット）：高橋朋広
- ディレクター：大野和幸、三浦翔
- 制作プロデューサー：笹崎明奈、相場優衣子
- プロデューサー：塚本愛、日野弘茂
- チーフプロデューサー：佐藤翔
- 総合演出：マイアミ啓太
- 技術協力：共テレ
- 制作協力：MOOOVE
- 制作著作：ABEMA